# Dziekanów Nowy
Dziekanów Nowy (do końca 2017 roku Nowy Dziekanów) – wieś w Polsce położona w województwie mazowieckim, w powiecie warszawskim zachodnim, w gminie Łomianki.
W latach 1975–1998 miejscowość administracyjnie należała do województwa warszawskiego.
Według staniu na dzień 31 grudnia 2008 roku sołectwo posiada powierzchnię 255,02 ha i 312 mieszkańców.

## Sołectwo
Obszarem sołectwa Dziekanów Nowy jest obszar ograniczony:
- od południa granicą sołectwa Sadowa wzdłuż drogi gruntowej bez nazwy i wzdłuż linii stanowiącej przedłużenie ulicy Środkowej oraz granicą gminy Czosnów wzdłuż ulicy Kolejowej,
- od zachodu granicą gminy Czosnów przez tereny rolne od ulicy Kolejowej do nurtu rzeki Wisła,
- od północy granicą gminy Jabłonna wzdłuż nurtu rzeki Wisła,
- od wschodu granicą sołectwa Dziekanów Polski wzdłuż ulicy Podróżnej i jej przedłużeniem w kierunku rzeki Wisła.